# Libyan Airways
Libyan Airlines, conocida anteriormente durante varias décadas como Libyan Arab Airlines, es la aerolínea de bandera de Libia. Con sede en Trípoli, opera vuelos regulares de pasajeros y carga dentro de Libia y hacia Europa, África del Norte y el Medio Oriente, la mayoría de los cuales parten del Aeropuerto Internacional de Trípoli. El Aeropuerto Internacional de Benina en Bengasi funciona como base secundaria. Libyan Airlines también opera servicios para el Hach. La empresa es propiedad total del gobierno de Libia.
Libyan Airways es miembro de la Organización Árabe de Transportadores Aéreos y la Asociación de Transporte Aéreo Internacional.

## Historia

### Primeros años

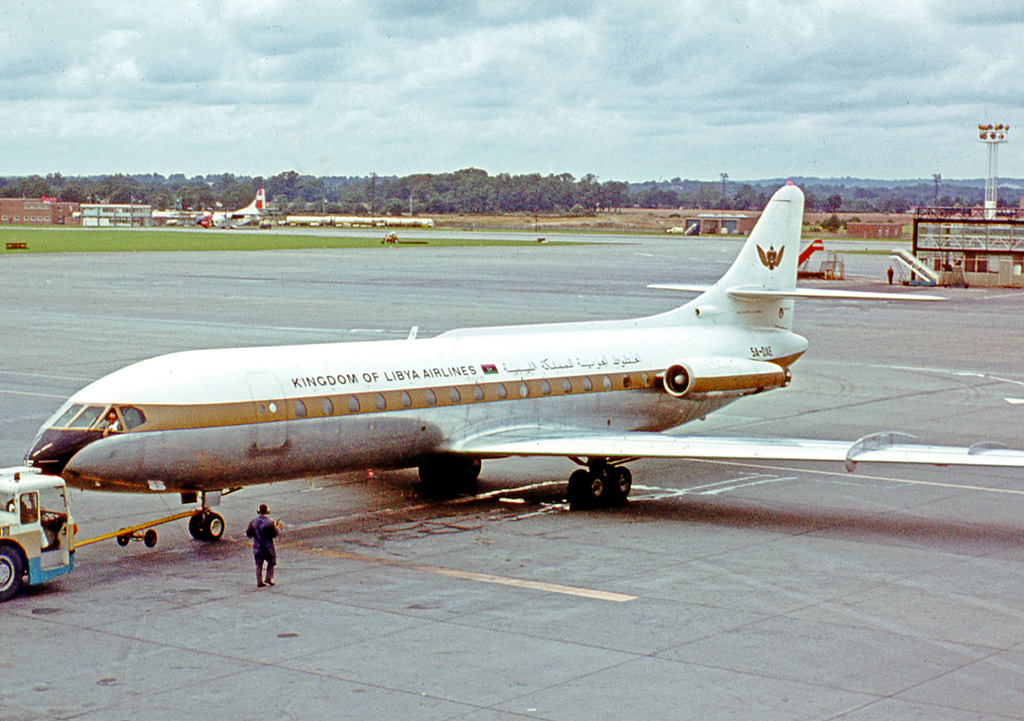
Un Sud Caravelle de Kingdom of Libya Airlines en Londres Gatwick en 1969.

La aerolínea remonta sus orígenes a septiembre de 1964, cuando se fundó Kingdom of Libya Airlines en conformidad con la ley n.º 22. La aerolínea era propiedad del gobierno y contaba con una inversión inicial de LYD 2 millones. Comenzó operaciones en 1965 de agosto, volando rutas regionales con aviones Sud SE-210 Caravelle. Luego de comenzar sus servicios en la ruta Trípoli–Bengasi, los libios impidieron que compañías extranjeras que también operaban dicha ruta continuaran haciéndolo, con el fin de permitir la expansión de la aerolínea nacional. Absorbiendo las operaciones de Libavia y United Libya Airlines, se iniciaron los vuelos internacionales desde Bengasi y Trípoli en 1965 de octubre, sirviendo inicialmente a Atenas, El Cairo, Londres, Malta, París, Roma y Túnez.
Durante los primeros años, Air France brindó asistencia técnica a la compañía, KLM gestionó las ventas y reservas, y BOAC se encargó del tráfico, las finanzas y las comunicaciones. En marzo de 1966, la aerolínea y ATI firmaron un acuerdo para el arrendamiento de aviones Fokker F27 para cubrir rutas de corto alcance, con entrada en vigor el 15 de junio del mismo año. En 1968 se encargó un tercer Caravelle. Ese mismo año, TWA llevó a cabo un estudio para aumentar la productividad de la aerolínea, concluyendo que lo más adecuado sería operar con cinco aviones a reacción trirreactores de 138 asientos y cuatro aviones de hélice de 60 asientos. El informe concluyó que el arrendamiento de los Fokker F27 era demasiado costoso, por lo que en 1969 se decidió adquirir dos nuevos aviones directamente a Fokker. En cuanto a los jets, las únicas opciones eran el Boeing 727 y el Trident.

### Desde la revolución libia (1969) hasta la guerra civil (2011)

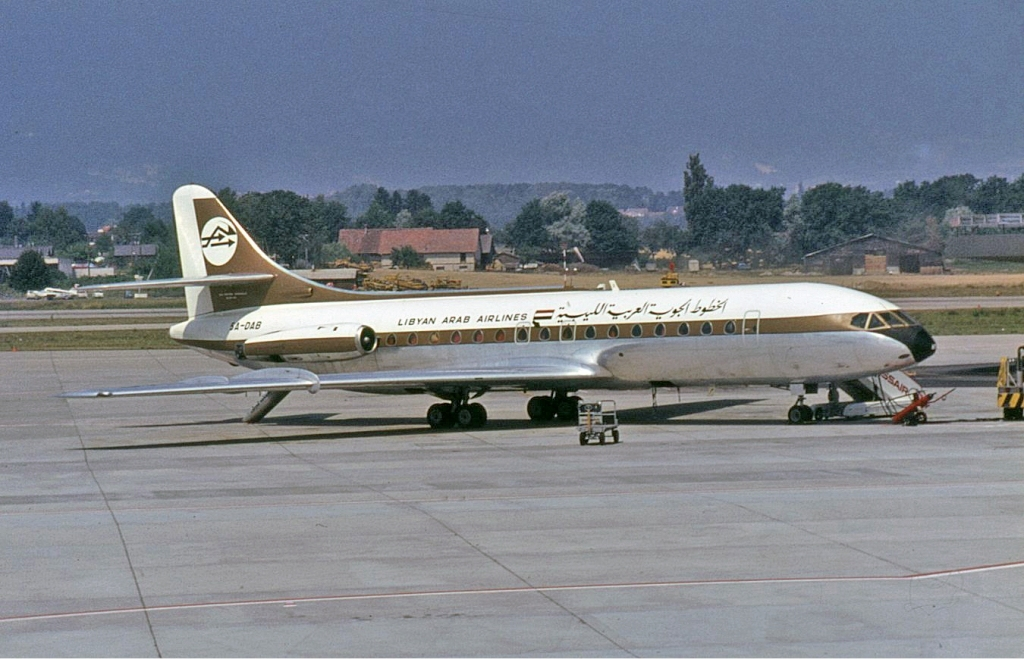
Un Sud Aviation Caravelle de Libyan Arab Airlines en el Aeropuerto Internacional de Ginebra (1971).

Tras el golpe de Estado de 1969, la aerolínea fue renombrada como Libyan Arab Airlines,: 487  o Jamahiriya Libyan Air Lines, el 1 de septiembre. La compañía suspendió sus operaciones por dos semanas tras el golpe. Con Beirut y Ginebra ya incluidos en la red de rutas en marzo de 1970, se servían nueve destinos internacionales.: 487  En agosto de 1970, Libyan Arab Airlines encargó dos Boeing 727-200 por US$14 millones. Estos aviones se incorporaron a la flota en 1971 de mayo, junto con tres Caravelle y dos Fokker F27. Se adquirieron seis Fokker F27 —cuatro Mk600 y dos Mk400— en abril de 1974, y en mayo de ese año se encargaron tres Boeing 727-200 adicionales, con el objetivo de reemplazar los Caravelle. En 1975, Libyan Arab Airlines fue establecida como el único operador del país. Además, el gobierno se comprometió a cancelar mensualmente sus deudas con la compañía, y cualquier pérdida incurrida por la aerolínea sería compensada por el Estado. Ese mismo año se entregaron los seis F27 encargados y se incorporaron dos de los tres Boeing 727 pedidos. Para abril de 1976, la flota contaba con 12 aviones: cuatro Boeing 727, cuatro Fokker F27-600, dos Fokker F27-400 y dos Falcon 20; un Boeing 727-200 y un Boeing 737 estaban pendientes de entrega. Se adquirieron dos Boeing 727 adicionales en mayo de 1976; en agosto de ese año, se incorporó un Boeing 707-320C destinado al uso gubernamental. La aerolínea contaba con 1.800 empleados en abril de 1977; en ese momento, se operaban vuelos de pasajeros y carga desde Bengasi, Trípoli y Sebha hacia Atenas, Argel, Beirut, El Cairo, Casablanca, Damasco, Yeda, Jartum, Londres, Malta, París, Roma, Túnez y Zúrich. Durante ese año se lanzaron las rutas Trípoli–Fráncfort–Atenas–Túnez–Casablanca y Bengasi–Roma–Londres.

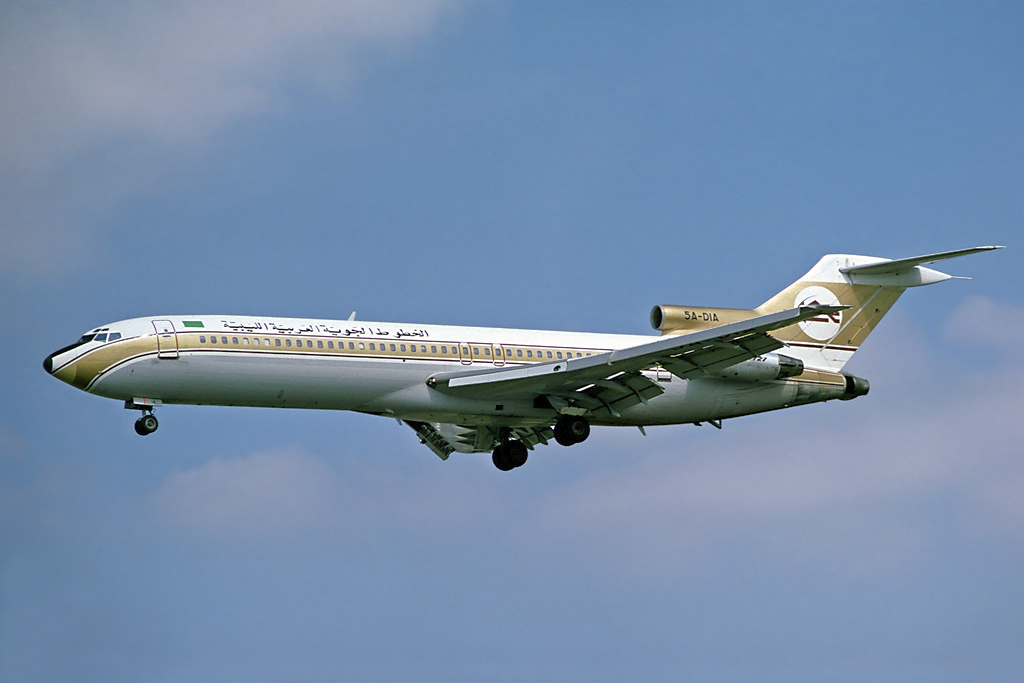
Un Boeing 727-200 Advanced de Libyan Arab Airlines en aproximación final al Aeropuerto de Londres-Heathrow en 1978. Este avión se estrellaría más tarde como el Vuelo 1103 de Libyan Arab Airlines.

La entrega de dos Boeing 727-200 Advanced, prevista para junio y julio de 1978, fue bloqueada debido a preocupaciones de que Libia apoyaba el terrorismo. Aunque el Departamento de Estado de los Estados Unidos autorizó inicialmente en marzo del año siguiente la adquisición de tres Boeing 747 y dos Boeing 727, la transacción fue bloqueada a mediados de 1979 por sospechas de que el gobierno libio podría utilizar los aviones para transportar material y personal militar, en medio de acusaciones de participación libia en el derrocamiento de Idi Amin en Uganda. Ese mismo año, se creó una subsidiaria de carga llamada Libyan Arab Air Cargo. Durante el año, Madrid, Moscú, Sofía y Varsovia fueron incorporadas a la red de destinos de la aerolínea.
A mediados de 1980, el número de empleados había aumentado a 2.500, y Amán, Belgrado, Cotonú, Estambul y Niamey fueron añadidos a la red de rutas; más tarde ese mismo año, Karachi fue incorporada como destino. En mayo de 1981, Libyan Arab Airlines encargó ocho Fokker F27-600 con capacidad para 44 pasajeros, en un acuerdo valorado en más de £17 millones. En octubre del mismo año se encargaron diez Airbus—seis A300 y cuatro A310. En ese momento, los Airbus estaban equipados con motores de General Electric (GE) o Pratt & Whitney (P&W), pero la aerolínea ordenó Rolls-Royce, algo sin precedentes, ya que los dos primeros eran fabricados en Estados Unidos y existía una prohibición de proporcionar a Libia tecnología que pudiera tener usos militares.: 1516  El pedido fue cancelado al menos parcialmente por Airbus, ya que ni GE ni P&W suministrarían los motores para los cuatro A310 del pedido.

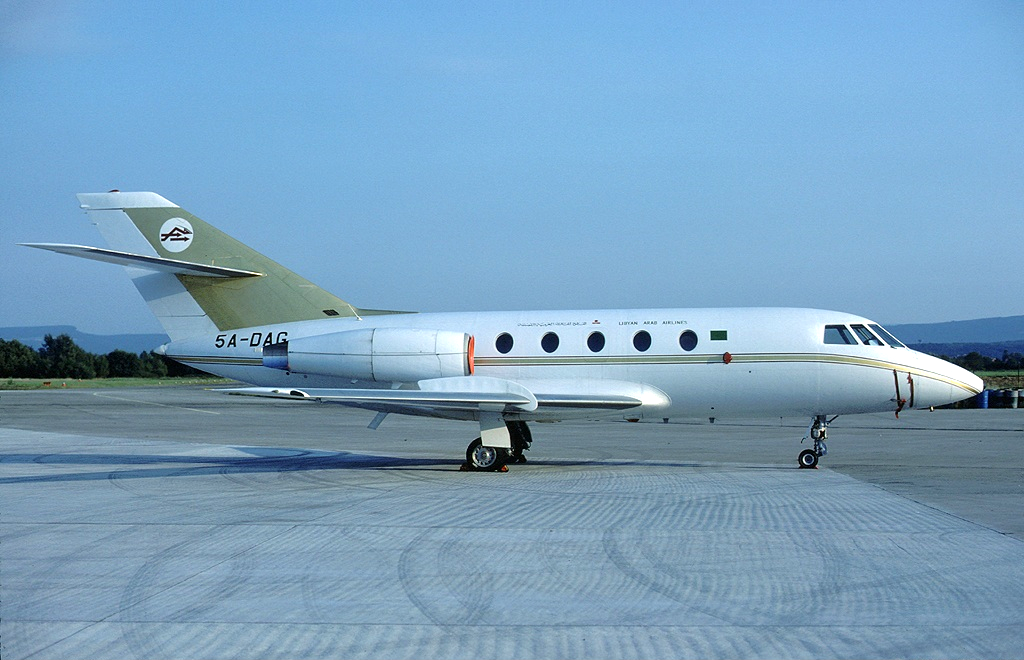
Un Mystère/Falcon 20C de Libyan Arab Airlines en el Euroairport en 1981.

La compañía había logrado adquirir varios aviones fabricados en Estados Unidos, incluidos Boeing 707 y Douglas DC-8, desde 1979; muchos fueron canibalizados para piezas de repuesto o vendidos. Tres Fokker F28-4000 fueron adquiridos a Fokker en 1984. En 1985 de marzo, la flota consistía en cuatro Boeing 707 (dos -320B y dos -320C), 10 Boeing 727-200, 17 F27 (dos -400, uno -500 y 14 -600) y tres Fokker F28-4000. En ese momento, la plantilla era de 4.500 empleados y los destinos servidos incluían Argel, Amán, Ámsterdam, Atenas, Belgrado, Bengasi, Bucarest, Casablanca, Damasco, Fráncfort, Estambul, Yeda, Karachi, Kuwait, Lárnaca, Londres, Madrid, Malta, Milán, Moscú, París, Roma, Sabha, Sfax, Sofía, Trípoli, Túnez, Viena, Varsovia y Zúrich, junto con una extensa red doméstica. Sin embargo, la aerolínea tuvo que recortar la mayoría de sus servicios internacionales ese año debido al embargo impuesto por Estados Unidos al país. En 1986, se incorporaron seis F27-600 adicionales. Ese año, Libyan Arab logró eludir el embargo económico de Estados Unidos mediante empresas intermediarias, y adquirió por US$105 millones dos A310 con motores GE que anteriormente operaban con British Caledonian. Debido a la falta de repuestos y la incapacidad para mantener los motores GE, la aerolínea vendió estas aeronaves a Air Algérie en 1987; en la práctica, no fueron vendidas sino arrendadas, y la aerolínea argelina debía operarlas en nombre de Libyan Arab, pero luego se retractó por temor a represalias de Estados Unidos, y los A310 fueron devueltos a Libia. Finalmente, British Caledonian fue multada con US$1 millón (£600.000) por su participación, y Libyan Arab conservó ambos aviones, con Swissair entrenando a las tripulaciones libias para operarlos. Incapaz de encargar aviones occidentales, la aerolínea recurrió a fabricantes soviéticos y encargó tres Tupolev Tu-154M en 1989.
En marzo de 1990, la flota consistía en cinco Boeing 707-320C, diez Boeing 727-200, tres Fokker F28-4000, 16 Fokker F27 (13 -600, dos -500 y uno -400), cuatro Lockheed L-100-200, 21 Ilyushin Il-76 y cinco Twin Otter. Otro revés afectó a la compañía tras la adopción de la Resolución 748 del Consejo de Seguridad de las Naciones Unidas en 1992 de marzo, como consecuencia del presunto apoyo del gobierno libio a los terroristas responsables de los atentados contra el Vuelo 103 de Pan Am y el Vuelo 772 de UTA. La resolución impuso un embargo comercial que incluía la entrega de nuevos aviones o repuestos que pudieran aumentar la capacidad militar del país, y a Libyan Airlines se le denegaron derechos de aterrizaje y sobrevuelo en terceros países. Así, todos los vuelos internacionales fueron suspendidos, y LAA solo pudo operar rutas domésticas.
En abril de 1999, se levantaron las sanciones civiles contra Libia. Esto ocurrió luego de que Libia entregara a dos sospechosos de estar implicados en el atentado de Lockerbie. Con el objetivo de reemplazar la envejecida flota de Boeing 707, 727 y Fokker F27, se firmó en octubre una carta de intención por US$1.500 millones con Airbus; incluía Airbus A320, A330 y A340. El hecho de que estos aviones incluyeran piezas fabricadas en Estados Unidos impidió concretar el acuerdo, ya que el embargo comercial impuesto en 1983 seguía vigente, y Libyan Arab Airlines buscó fabricantes alternativos para renovar su flota. Mientras tanto, un Airbus A310 arrendado a Air Djibouti permitió a Libyan Arab Airlines expandirse hacia Oriente Medio y el norte de África, y se operaron A320 mediante arrendamiento con tripulación (wet lease) desde TransAer. Amán fue el primer destino internacional retomado. La flota y red de rutas se expandieron aún más cuando la aerolínea regional Air Jamahiriya fue fusionada con Libyan Arab Airlines en 2001. En 2006, la aerolínea fue renombrada como Libyan Airlines. La aerolínea adoptó una política de expansión, centrada en clientes europeos de negocios y turismo. Destinos recientemente añadidos como Milán, Ankara, Atenas y Madrid permitieron recuperar una red similar a la ofrecida antes del embargo comercial de 1992.

### Guerra civil libia–en adelante

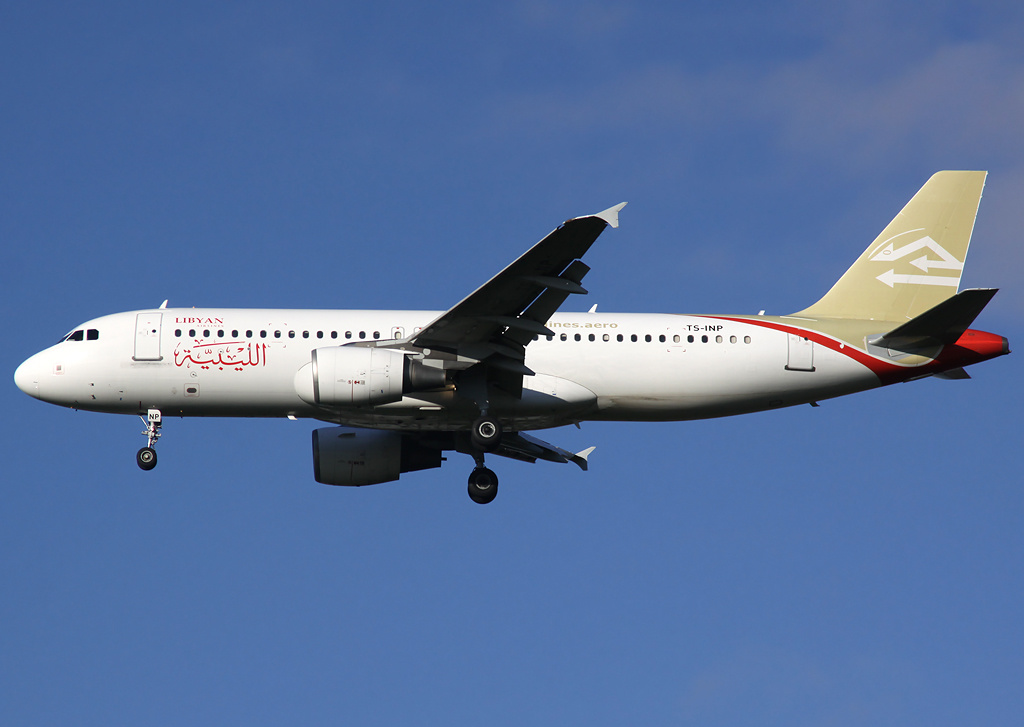
Un Airbus A320-200 registrado en Túnez, con la librea de Libyan Airlines, en aproximación final al Aeropuerto de Mánchester en 2012. La aerolínea arrendó este tipo de aeronave con tripulación a Nouvelair para servir destinos europeos durante la prohibición.

Como consecuencia de la guerra civil libia de 2011 y de la zona de exclusión aérea impuesta sobre el país por la OTAN, en cumplimiento de la Resolución 1973 del Consejo de Seguridad de las Naciones Unidas, todas las operaciones de vuelo de Libyan Airlines fueron suspendidas el 17 de marzo de 2011. La aerolínea reanudó operaciones en octubre de ese mismo año, operando la ruta Trípoli–El Cairo.
En abril de 2012, Libyan Airlines fue afectada por una prohibición impuesta por la Unión Europea (UE) a todas las aerolíneas cuyo certificado de operador aéreo hubiese sido emitido en Libia, impidiéndoles volar hacia países miembros. La aerolínea fue retirada de la lista de aerolíneas prohibidas en la UE en diciembre de ese mismo año, así como de la lista publicada posteriormente en 2013 de julio. A pesar de ello, a julio de 2013, Libyan Airlines operaba vuelos hacia Europa mediante aviones arrendados con tripulación (wet lease) debido a que la Autoridad de Aviación Civil Libia (LYCAA) optó voluntariamente por mantener la prohibición hasta que las tripulaciones libias fueran recertificadas. Esta prohibición voluntaria continuaría durante 2014. Ninguna aerolínea libia fue incluida en la versión de la lista publicada en 2013 de diciembre. A pesar de la información sobre el incumplimiento por parte de LYCAA de las normas internacionales de seguridad aérea, lo que podría conllevar una prohibición efectiva, Hasta marzo de 2014, un acuerdo entre las autoridades libias y la UE para levantar la prohibición parecía factible para mediados de 2014. Sin embargo, en diciembre de ese año todas las aerolíneas con certificado de operador emitido en Libia fueron prohibidas o sometidas a restricciones en sus operaciones dentro del espacio aéreo europeo.

## Planes futuros

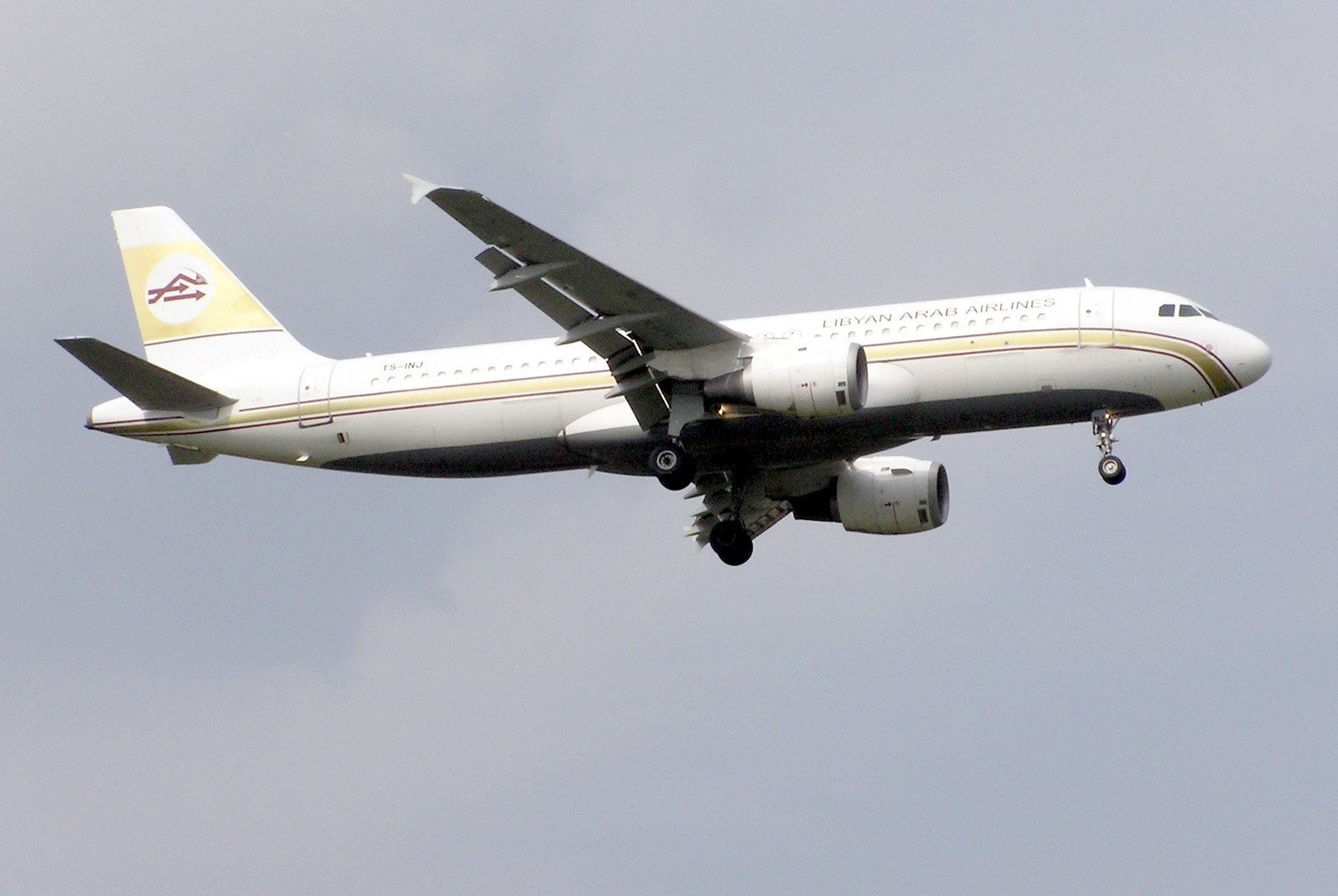
Airbus A320 de Libyan Airways con su vieja librea.

Tras el levantamiento de las sanciones internacionales sobre Libia, Libyan Airways como LAA reabrió su primer ruta internacional en más de una década a Amán, Jordania, en abril de 1999. 
La aerolínea también ha estado negociando con los fabricantes de aeronaves como parte de sus planes de agregar 25 nuevos aviones jet a su flota. Las aeronaves transportarán entre 100 y 350 pasajeros y la entrega se espera para mediados de abril de 2007. Los aviones adicionales le permitirán expandir sus servicios para cubrir gran parte de África, varias ciudades europeas, como también conexiones a China, India, Pakistán, Japón, Filipinas, Canadá y Estados Unidos. La principal razón para la expansión es para reemplazar la vieja flota de la aerolínea y contrarrestar la creciente competencia. Un programa también contempla el incremento de su personal y capacidad técnica. Cuatro aviones de carga, con una capacidad de 100 toneladas métricas también serán adquiridos como parte de dicho plan.
Uno de los propósitos para la renovación sería atraer turistas europeos a Libia en un intento de aumentar el número de pasajeros. Libia está muy bien posicionada para ser un centro de conexión para servir a África, Europa y los Estados Unidos. La aerolínea continúa sumando nuevos destinos como parte de sus planes de expansión; dos vuelos semanales que cubren la ruta Milán-Trípoli empezaron a operar el 18 de noviembre de 2006. Otros nuevos destinos que están siendo considerados son París y Lyon.Además recibirá en el 2017 4 Airbus A350 como parte de la modernización de su flota. En junio de 2009 comenzó a volar a Madrid-Barajas.
El sistema de emisión de pasajes, entretenimiento a bordo y una presencia en línea son algunas de las áreas operativas en las que la aerolínea se está concentrando.

### Fusión propuesta con Afriqiyah Airways
El 31 de julio de 2007, Libyan Airlines se convirtió en una subsidiaria de la compañía estatal Libyan Afriqiyah Aviation Holding Company (LAAHC), junto con Afriqiyah Airways .  [ mejor fuente necesaria ] LAAHC es propiedad del Fondo Social Nacional Libio (30%), la Compañía Nacional de Inversiones Libias (30%), el Fondo de Inversiones Libia-África (25%) y la Compañía de Inversiones Extranjeras Libias (15%).  El 21 de septiembre de 2010, se anunció que las dos aerolíneas, que ya habían comenzado un amplio código compartido y establecido servicios conjuntos de asistencia en tierra , mantenimiento y catering, se fusionarían en noviembre de ese año, lo que luego se pospuso indefinidamente. 
La privatización y fusión propuesta con Afriqiyah Airways también se ha pospuesto, a pesar de que originalmente estaba prevista para noviembre de 2010. Se esperaba que las dos aerolíneas se fusionaran a finales de 2011; sin embargo, la Primavera Árabe y la mala organización obligaron a posponer este acuerdo muchas veces más. Ambas aerolíneas se fusionarán para el primer semestre de 2013, según el actual ministro interino de Transporte de Libia, Yousef el-Uheshi, entre 12 y 13 meses después de la reanudación prevista de las negociaciones en marzo de 2012. El éxito de la fusión depende de la capacidad del gobierno para reducir costes tanto en mano de obra como en salarios, que rivalizan en tamaño con las aerolíneas europeas. 

### Rutas con código compartido
Libyan Airways opera las siguientes rutas con código compartido:
- Viena con Austrian Airlines
- Zúrich con Swiss International Air Lines

## Flota
La flota de Libyan Airways incluye las siguientes aeronaves con una media de 12.7 años (en enero de 2024):
Además, un Boeing 727-200 se encuentra en configuración vip y es operado para el gobierno libio.

### Pedidos de aviones recientes
Con el fin de ampliar y modernizar la flota, Libyan Airlines ha efectuado varios pedidos con fabricantes de aviones:
- En diciembre de 2007, un memorándum de entendimiento previo con Airbus se convirtió en pedido en firme de quince aviones nuevos (cuatro del Airbus A350 todavía en desarrollo, cuatro Airbus A330-200, y siete A320), el primero de los cuales fue entregado en septiembre de 2010.[77]
- Los Fokker F28 Fellowship están siendo reemplazados con Bombardier CRJ900, que están siendo entregados desde 2009. En octubre de 2010, el pedido fue incrementado en seis aviones más de este tipo.[78]

### Desarrollo de la flota
Con el paso de los años, la compañía ha operado los siguientes tipos de aeronaves:

## Incidentes y accidentes

### Accidentes mortales
- El 21 de febrero de 1973, alrededor de las 14:10 hora local, el Vuelo 114 de Libyan Arab Airlines de Trípoli a El Cairo, operado por un Boeing 727-200 (matrícula 5A-DAH), fue derribado por aviones de combate israelíes al ser confundido con una aeronave militar extranjera. De las 113 personas a bordo, solo un tripulante y cuatro pasajeros sobrevivieron al posterior aterrizaje forzoso en el desierto cerca de Ismailía.[81]
- El 2 de diciembre de 1977, un Tupolev 154 (matrícula LZ-BTN), alquilado por Libyan Arab Airlines a Balkan Bulgarian Airlines para operar un vuelo del Hach desde Yeda a Bengasi, se estrelló cerca del Aeropuerto Internacional Benina por agotamiento de combustible. La aeronave había estado esperando para aterrizar debido a una densa niebla y no logró llegar a una pista alternativa a tiempo. 59 de los 159 pasajeros murieron en el accidente; los seis tripulantes sobrevivieron.[82]
- El 22 de diciembre de 1992, el Vuelo 1103 de Libyan Arab Airlines, un Boeing 727-200 (matrícula 5A-DIA), se desintegró durante la aproximación al Aeropuerto Internacional de Trípoli. Según la versión oficial del gobierno, colisionó con un Mikoyan-Gurevich MiG-23 de la Fuerza Aérea Libia sobre Trípoli. Ambas aeronaves se estrellaron, falleciendo las 157 personas a bordo del Boeing, mientras que los dos tripulantes del avión militar se eyectaron con éxito,[83] siendo el peor accidente en la historia de la aerolínea.

### Incidentes no mortales
- El 28 de noviembre de 1981, un Fokker F27 Friendship de Libyan Arab Airlines (matrícula 5A-DBE) quedó destruido tras un aterrizaje forzoso en el desierto cerca de Kufra, al quedarse sin combustible.[84]
- El 6 de junio de 1989, un Fokker F27 (matrícula 5A-DDV) sufrió una falla de motor poco después de despegar del Aeródromo de Zella con destino a Trípoli. La tripulación intentó regresar, pero tuvo que efectuar un aterrizaje forzoso en el desierto, donde la aeronave fue destruida. Los 36 pasajeros y tres tripulantes sobrevivieron.[85]
- El 7 de diciembre de 1991, un Boeing 707 (matrícula 5A-DJT) se estrelló durante el despegue en el Aeropuerto Internacional de Trípoli. No hubo víctimas entre los 189 pasajeros y 10 tripulantes a bordo.[86]

### Ocurrencias militares
Varios aviones de la compañía fueron destruidos en tierra durante distintos conflictos:
- El 5 de junio de 1967, durante la guerra de los Seis Días, un Learjet 23 de Kingdom of Libya Airlines (matrícula 5A-DAD), estacionado en el Aeropuerto Internacional de Damasco, fue destruido en un ataque aéreo israelí.[87]
- El 15 de abril de 1986, un Fokker F27 Friendship (matrícula 5A-DLP) fue destruido en el Aeropuerto Internacional Benina durante el bombardeo estadounidense a Libia como parte de la Operación El Dorado Canyon.[88]
- El 25 de agosto de 2011, durante la guerra civil libia de 2011, un Airbus A300-600 (matrícula 5A-DLZ) fue destruido durante combates en el Aeropuerto Internacional de Trípoli.[89][90]
- El 15 de julio de 2014, un Airbus A330 (matrícula 5A-LAS) sufrió daños considerables en el lado derecho del fuselaje durante enfrentamientos en el Aeropuerto Internacional de Trípoli. El avión se encuentra almacenado para mantenimiento.[91]
- El 20 de julio de 2014, un Bombardier CRJ-900 (matrícula 5A-LAL) fue destruido durante combates en el Aeropuerto Internacional de Trípoli.[92]

### Secuestros
- El 6 de julio de 1976, un Boeing 727 de LAA fue secuestrado durante un vuelo de Trípoli a Bengasi y obligado a aterrizar en el Aeropuerto de Palma de Mallorca, donde el perpetrador se entregó.
- El 24 de agosto de 1979, otro Boeing 727 fue desviado de su ruta Bengasi-Trípoli y forzado a aterrizar en Lárnaca.[93]
- El 16 de octubre del mismo año, un vuelo doméstico de Hun a Trípoli fue secuestrado por tres pasajeros que obligaron al Fokker F27 Friendship (matrícula 5A-DDU) a desviar su ruta a Malta. Tras dos días en tierra en el Aeropuerto de Luqa, los secuestradores se entregaron.[94]
- El 7 de diciembre de 1981, un vuelo de LAA de Zúrich a Trípoli fue secuestrado por tres personas que exigían la liberación de prisioneros. El Boeing 727 fue desviado a Beirut, donde los perpetradores se rindieron.[95]
- El 20 de febrero de 1983, el vuelo 484 fue secuestrado durante un trayecto de Sabha a Bengasi. Los dos secuestradores obligaron al 727 (matrícula 5A-DII) a aterrizar en Malta, y se entregaron tres días después.[96]
- También en 1983, el 22 de junio, un Boeing 707 de LAA fue secuestrado durante un vuelo de Atenas a Trípoli por dos personas que exigían ser llevadas a Irán. Durante las negociaciones, el avión fue desviado a Roma y Lárnaca, donde los secuestradores se rindieron.[97]